# Mar de Bering
El mar de Bering (en inglés: Bering Sea en ruso: Бе́рингово мо́ре tr. Béringovo móre [ˈbʲerʲɪnɡəvə ˈmorʲe]) es la parte más septentrional del océano Pacífico que cubre una extensión de dos millones de kilómetros cuadrados. Limita al norte y al este con Alaska, al oeste con Siberia en Rusia, y al sur con la península de Alaska y las islas Aleutianas. El mar recibe su nombre por su descubridor, el navegante danés Vitus Bering, al servicio de Rusia.
Durante la última glaciación, el nivel del mar fue lo suficientemente bajo como para permitir a personas y animales migrar de Asia a América del Norte a pie, a través de donde actualmente se sitúa el estrecho de Bering, localizado en la zona norte del mar. Esto recibe comúnmente el nombre de puente de Beringia y se cree que fue el primer punto de entrada de personas hacia el continente americano.
Con un clima muy frío y gran oleaje, la navegación es complicada; además el norte del mar se hiela durante el invierno. El mar es rico en recursos pesqueros, principalmente el cangrejo real.

## Geografía

### Islas
Las islas del mar de Bering incluyen:
- Islas Pribilof
- islas del Comandante, incluye la isla de Bering
- Isla San Lorenzo
- Islas Diómedes
- Isla del Rey
- Isla de San Mateo
- Isla Karaginsky
- Isla Nunivak[4]
- Isla Sledge[5]
- Isla Hagemeister[6]

### Regiones
Las regiones del Mar de Bering son:
- Estrecho de Bering
- Bahía de Bristol
- Golfo de Anadyr
- Norton Sound

El mar de Bering está conformado por 16 cañones submarinos incluyendo el cañón submarino más grande del mundo, el Cañón Zhemchug.

## Historia

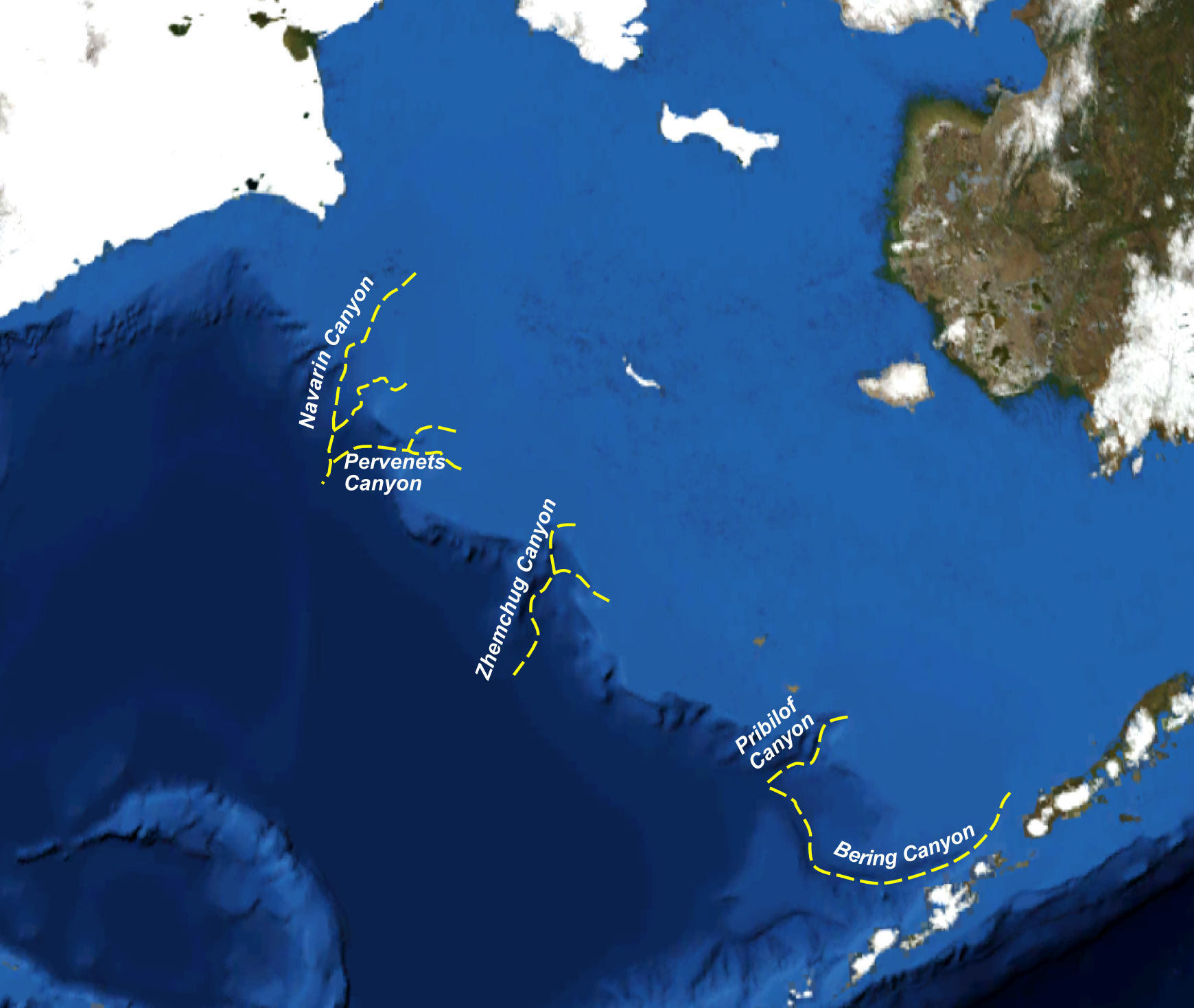
Mapa del mar de Bering y sus cañones submarinos mayores que cortan el borde

La mayoría de los científicos piensan que durante el último período glacial, la edad de hielo más reciente, el nivel del mar era lo suficientemente bajo como para permitir que los humanos emigraran al este a pie desde Asia a América del Norte a través de lo que ahora es el Estrecho de Bering. Otros animales, incluyendo la megafauna, migraron en ambas direcciones. Esto se conoce comúnmente como el «puente de Beringia» y es aceptado por la mayoría de los científicos como el primer punto de entrada de los seres humanos en las Américas.
Hay una pequeña porción de la placa de Kula en el mar de Bering. La placa Kula es una antigua placa tectónica en subducción bajo Alaska.
El 18 de diciembre de 2018, un gran meteorito explotó sobre el mar de Bering. El meteorito explotó a una altitud de 25,6 km liberando 49 kilotones de energía.

## Delimitación de la OHI
La Organización Hidrográfica Internacional («International Hydrographic Organization» IHO), considera al mar de Bering. En su publicación de referencia mundial, Limits of oceans and seas («Límites de océanos y mares», 3.ª edición de 1953), le asigna el número de identificación 55 y lo define de la siguiente forma:

Al norte.
El límite sur del mar de Chuckchi (12).

Al sur.

Una línea que va desde el punto Kabuch (54°48'N, 163°21'W) en la península de Alaska, a través de las islas Aleutianas hasta el extremo sur de las islas Komandorski y al cabo Kamchatka de tal manera que las estrechas aguas entre Alaska y Kamchatka están incluidas en el mar de Bering.
Limits of oceans and seas, pág. 33.

## Ecosistema
La plataforma continental del mar de Bering  es el conductor dominante de su productividad primaria. Esta zona, cuya plataforma continental más superficial cae hasta  la cuenca de las Aleutianas del Norte, también se conoce como el «Cinturón Verde». El aumento de nutrientes de las aguas frías de la cuenca Aleutiana que fluye por la pendiente y la mezcla con aguas poco profundas de la plataforma proporcionan una producción constante de fitoplancton.
El segundo motor de la productividad en el mar de Bering es el mar de hielo estacional  que, en parte, desencadena la floración del fitoplancton primaveral. El derretimiento estacional del hielo marino provoca una afluencia de agua de baja salinidad en el medio y otras áreas de la plataforma continental, causando estratificación y efectos hidrográficos que influyen en la productividad. Además de la influencia hidrográfica y productiva del derretimiento del hielo marino, el hielo en sí puede también proporcionar un medio de agarre para el crecimiento de algas así como algas intersticiales de hielo.
Algunas pruebas sugieren que ya se han producido grandes cambios en el ecosistema del Mar de Bering. Las condiciones atmosféricas cálidas en el verano de 1997 dieron lugar a una floración masiva de fitoplancton de baja energía Coccolithophoridae (Stockwell et al. 2001). Hay un largo registro de firma isotópica con isótopos de carbono, que refleja las tendencias de producción primaria del Mar de Bering, realizado  a partir de muestras históricas de las barbas de ballena boreal (Balaena mysticetus).  Las tendencias en las proporciones de isótopos de carbono en muestras de las barbas de esta ballena sugieren que en los últimos 50 años se ha producido un descenso del 30-40 % en la productividad primaria estacional media. La implicación es que la Capacidad de carga del Mar de Bering es mucho más baja ahora que en el pasado.

## Biodiversidad
Este mar alberga muchas especies de ballenas, incluyendo las beluga (Delphinapterus leucas), ballena jorobada (Megaptera novaeangliae), ballena boreal (Balaena mysticetus), ballena gris (Eschrichtius robustus), ballena azul Balaenoptera musculus, el vulnerable cachalote (Physeter macrocephalus), el rorcual Balaenoptera physalus en peligro de extinción, el rorcual norteño (Balaenoptera borealis) y la más rara del mundo, la ballena franca del Pacífico Norte (Eubalaena japónica). Otros mamíferos marinos incluyen  la morsa Odobenus rosmarus, el león marino de Steller (Eumetopias jubatus), el oso marino ártico (Callorhinus ursinus), la orca (Orcinus orca) y el oso polar (Ursus maritimus).
El mar de Bering es muy importante para muchas aves marinas de todo el mundo. Más de 30 especies de aves marinas y aproximadamente 20 millones de individuos se reproducen en la región del mar.[cita requerida] Las especies de aves marinas incluyen el frailecillo coletudo (Fratercula cirrhata), los albatros de cola corta  (Phoebastria albatrus) en peligro de extinción, el eider de anteojos (Somateria fischeri), y la gaviota piquicorta (Rissa brevirostris). Muchas de estas especies son exclusivas de la zona, que constituye un hábitat con alimento altamente productivo, particularmente a lo largo del borde de la plataforma continental y en otras regiones ricas en nutrientes, como los cañones  Pribilof, Zhemchug y Pervenets. El Mar de Bering es también el hogar de colonias de mérgulo empenachado (Aethia cristatella), con más de un millón de individuos.[cita requerida]
Hay dos especies del Mar de Bering, la vaca marina de Steller (Hydrodamalis gigas) y el cormorán especulado (Phalacrocorax perspicillatus), que están extinguidas debido a sobreexplotación por el hombre. Además, una pequeña subespecie de ganso canadiense, el ganso de Bering de Canadá (Branta canadensis asiatica) está extinguido debido a la sobrecaza y la introducción de ratas en sus islas reproductoras.
El mar de Bering alberga muchas especies de peces, algunas de las cuales son base de grandes y valiosas pesquerías comerciales. Las especies de peces comerciales incluyen el bacalao del Pacífico Gadus macrocephalus, varias especies de peces planos, de peces de las arenas, el salmón del Pacífico y  arenque del Pacífico (Clupea pallasii). Los crustáceos incluyen el cangrejo rey rojo (Paralithodes camtschaticus) y el cangrejo de nieve (Chionoecetes).
La biodiversidad de peces es alta y se han registrado al menos 419 especies de peces procedentes del mar de Bering.

## Pesca

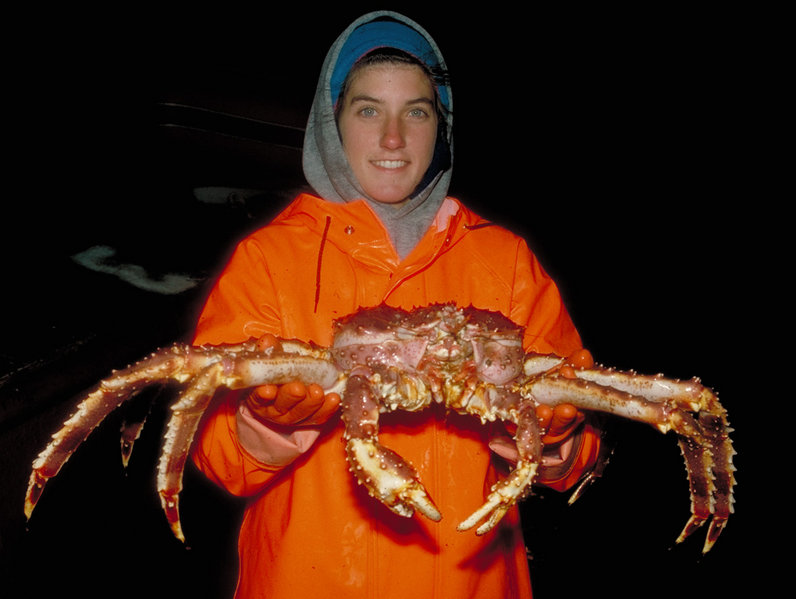
Un cangrejo real de Alaska.

El Mar de Bering es mundialmente conocido por sus pesquerías productivas y rentables, como por ejemplo la Pesca de cangrejo real de Alaska, cangrejos opilio y morenos, salmones de la Bristol Bay, abadejos (Pollachius) y otros peces de fondo. Estas pesquerías dependen de la productividad del Mar de Bering a través de una red alimentaria complicada y poco conocida. 
La pesca comercial es un negocio lucrativo en el Mar de Bering, en el que se emplean las mayores compañías pesqueras del mundo para capturar pescado y marisco. Por el lado de EE. UU., las pesquerías comerciales capturan aproximadamente $1 millones de millones de pescados al año, mientras que las pesquerías rusas del mar Bering tienen un valor de aproximadamente $600 millones anuales.[cita requerida]

## Evolución
Debido a los cambios que se están produciendo en el Ártico, la evolución futura del ecosistema del Mar de Bering es incierta. Entre 1979 y 2012, la región experimentó un pequeño crecimiento en la extensión del hielo marino del mar, lo que contrasta con la pérdida sustancial de hielo marino veraniego en el océano Ártico hacia el norte.